# Rostbukig chachalaca
Rostbukig chachalaca (Ortalis wagleri) är en fågel i familjen trädhöns inom ordningen hönsfåglar.

## Utseende och levnadssätt
Rostbukig chachalaca är en högljudd långstjärtad hönsfågel som ofta upptäcks på sitt vittljudande skrovliga läte. Diagnostiskt är mörkt rostrött på buk och stjärtspets. Den ses i tropisk skog och skogsbryn, vanligen i smågrupper, på jakt efter frukt på marken eller högt uppe i träden där den springer ut med grenarna. För att vara en så stor fågel är den förvånansvärt svår att få syn på och är skygg där den jagas.

## Utbredning och systematik
Rostbukig chachalaca förekommer enbart i halvtorra nordvästra Mexiko (Sonora till Jalisco). Den behandlas som monotypisk, det vill säga att den inte delas in i några underarter. Inåt landet från Puerto Vallarta hybridiserar den möjligen med västmexikansk chachalaca.

## Status och hot
Arten har ett stort utbredningsområde och en stor population, men tros minska i antal, dock inte tillräckligt kraftigt för att den ska betraktas som hotad. Internationella naturvårdsunionen IUCN listar därför arten som livskraftig (LC).

## Namn
Fågelns vetenskapliga artnamn hedrar Johann Georg Wagler (1800-1832), tysk herpetolog och systematiker.